# ابراهیم هزازی
ابراهیم هزازی (انگلیسی: Ibrahim Hazazi؛ زادهٔ ۲۲ نوامبر ۱۹۸۴) یک ورزشکار اهل عربستان سعودی است.
از باشگاه‌هایی که در آن بازی کرده‌است می‌توان به باشگاه فوتبال الاهلی عربستان سعودی، باشگاه فوتبال الاتحاد، باشگاه فوتبال الاتفاق عربستان سعودی، باشگاه فوتبال نجران عربستان سعودی، و تیم ملی فوتبال عربستان سعودی اشاره کرد.
وی همچنین در تیم ملی فوتبال عربستان سعودی بازی کرده است.